# Magyar Liberális Párt
A Magyar Liberális Párt (röviden MLP vagy Liberálisok) egy magyarországi, önálló frakcióval sosem rendelkező korábbi parlamenti párt, amelyet 2013 áprilisában hozott létre Fodor Gábor, a Fidesz egykori alelnöke és az SZDSZ korábbi elnöke. Politikáját alapvetően liberálisként határozza meg. Budapesten és a megyeszékhelyeken rendelkezik tagokkal, országszerte kiépült megyei szervezetei vannak. Fodor 2019-ben lemondott a párt vezetéséről, helyét Bősz Anett vette át, majd a párt a DK frakciójához csatlakozott. A 2022-es választásokon Bősz is mandátumát vesztette. 
Bősz Anett 2024-ben bejelentette, hogy visszalép a politikától, a pártról azt nyilatkozta, hogy: "Pici politikai szereplőként a közelmúlt politikai viszonyai között nem tudott labdába rúgni, ezért a DK-val egyeztetett kettős tagság révén politikusainak többsége a Demokratikus Koalíció keretei között fogja a jövőben képviselni az MLP küldetését." A pártnak nem lett új elnöke, weboldala megszűnt, ezzel a párt tevékenysége de-facto befejeződött. 

## Ideológia, pártprogram
Politikai programját „Együttérző liberalizmusnak” nevezték el.
A Liberálisok nem az SZDSZ utódpártja – vélik, hogy az SZDSZ erényeit és hiányosságait nem kell letagadni, de a Magyar Liberális Párt befejezettnek és „feltámaszthatatlannak” tekinti az SZDSZ politikai programját, és új alapokra akarja építeni a magyar liberalizmust. Az új program azért viseli az „együttérző” jelzőt, mert az SZDSZ korábbi kommunikációja nem tudta meggyőzni az embereket, hogy a liberalizmus az együttérzésre épül. Az MLP azért is kritikával illeti – és ezen változtatni is kíván –, mert az SZDSZ nem kívánt az emberekhez szólni, inkább egy szűk szavazótáborral működött. Az MLP szerint Magyarországon egy félmilliós liberális szavazótábor él.

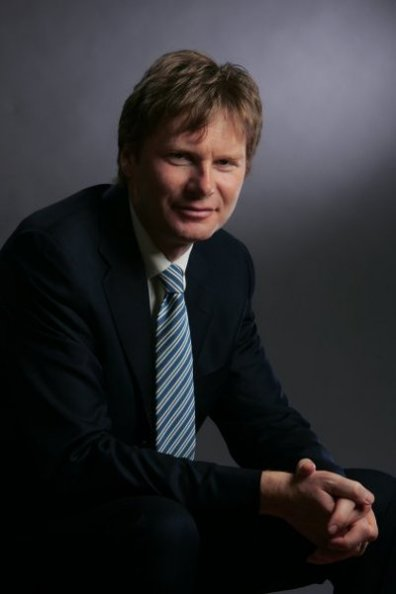
Fodor Gábor

A szabadságról mint eszméről így írnak: „szabadnak lenni azt jelenti, hogy az egyén a közösség által megállapított korlátokon belül, önállóan, külső parancsok, megkötések nélkül élheti az életét. A szabadság adja meg az egyén számára azokat a lehetőségeket, amelyek révén kibontakoztathatja a tehetségét, érvényre juttathatja a tudását, kiteljesítheti életét.” Bár a szabadság nem korlátlan, felelősséggel jár, és csak magukról önállóan gondolkodó, a megfelelő információ birtokában lévő emberekből lehet sikeres társadalmat építeni. Az embereknek tisztában kell lenniük azzal, „hogy a szabadság felelősséggel jár. Nem életképes az az elgondolás, hogy a szabadságot fel lehetne áldozni valamiféle egyoldalúan megfogalmazott államérdek, a »nemzeti megdicsőülés« oltárán.” Elvetendőnek tekintik azt az államformát, amely a saját értékrendjét akarja az emberekre erőszakolni. Véleményük szerint a liberális állam kis csoportokban gondolkodik (ami lehet önkormányzat vagy egy iskolai közösség), akik tisztában vannak saját szükségletükkel, és felelős módon képesek arról döntést hozni. A szabadelvű állam értéknek tekinti a sokszínűséget, és nem feladata az ítélkezés, nem favorizálhat egyetlen szubjektív véleményt sem. A Liberálisok vallják, hogy a társadalom és a törvények kiindulópontja az egyén, akinek jogai a természetjogon alapulnak.
Oktatáspolitikájuknak fő eleme a decentralizáció. Az állami központosítás eltörlése, az iskolák újbóli önkormányzati irányítás alá való helyezése. Állításuk szerint „sehol a világon nem működik önfenntartó felsőoktatás, de minden oktatásra fordított adóforint többszörösen megtérül. A válságból kivezető egyetlen út a humán tőke fejlesztése”. Az oktatási rendszernek ki kell vennie a részét az egészséges életmódra való nevelésében, vissza kívánják fordítani a kórházak államosítási folyamatát, valamint  az egészségügyi dolgozók tisztességes bérezését is biztosítani kell.
A párt számára fontos a szabad verseny igazságosságának fenntartása, valamint a monopóliumok és kartellek elleni fellépés. Elgondolásuk szerint az állam nem avatkozhat bele a szabad piaci versenybe, ahelyett a piac felpezsdítését kell elérnie a piaci szereplők versenyeztetésével. A Liberálisok szerint szociális védőhálóra szükség van, mert a jelenlegi rendszer nem tesz eleget ezen védőháló megfelelő szintű kiépítésének. A kiutat a Liberálisok az átképzési lehetőségek és munkahelyteremtő beruházások ösztönzésében látják, ami az elmaradott országrészek felemelkedésének kulcsa.
Az MLP komoly kritikával illeti a jelenlegi alaptörvényt, bár leszögezik, hogy nem vonnák vissza azonnal. Szerintük egy alkotmánynak konszenzuson kell alapulnia, mert a lakosság csak egy sokak által támogatott alkotmánnyal ellátott társadalomban képes funkcionálni.
A Liberálisok így írnak a mai magyarországi jobboldalról: „A jobboldal nemzetfelfogása az »örök nemzet« romantikus, 19. századi ideáján alapul: a nemzetet úgy kezeli, mint öröktől fogva létező, etnikailag homogén közösséget. Ez hibás elképzelés, hiszen a nemzet létrejöttében nem a származás, hanem a közös élmények, a közösen megélt sors, és az évszázadok alatt kifejlődött nyelv a meghatározóak”.
A parlamentben 2014-2022 között volt jelen. 

## Szervezeti felépítése

### Elnökei
| A Magyar Liberális Párt elnökei | A Magyar Liberális Párt elnökei | A Magyar Liberális Párt elnökei | A Magyar Liberális Párt elnökei |
| Kép                             | Név                             | hivatal kezdete                 | hivatal vége                    |
| ------------------------------- | ------------------------------- | ------------------------------- | ------------------------------- |
|                                 | Fodor Gábor                     | 2013                            | 2019                            |
|                                 | Bősz Anett                      | 2019                            | hivatalban                      |

### Vezető tisztviselők
- Boruzs András – pártigazgató
- Sermer Ádám – ügyvivő
- Szabadai Viktor – ügyvivő; Pest megyei elnök
- Fülöp Zoltán – ügyvivő; Békés megyei elnök
- Vékás Sándor – budapesti elnök

### Ifjúsági szervezet
A Magyar Liberális Párt ifjúsági szervezete a LIFT – Liberális Fiatalok Társasága. Céljuk a liberális érzelmű fiatalok képviselete, érdeklődésük felkeltése a politika iránt, a fiatalokat megszólító programok szervezése, valamint a párton belüli képviselet. A szervezet elnöke Gergely Bence.

## Nemzetközi kapcsolatok
2015 novemberében az európai liberális párt, a Liberálisok és Demokraták Szövetsége Európáért Párt (ALDE) Budapesten tartotta kongresszusát, Orbán Viktor miniszterelnök "illiberális állam" kijelentése miatt. Ezen a kongresszuson a Magyar Liberális Pártot a román Liberálisok és Demokraták Szövetségével együtt teljes jogú párttagnak szavazták meg a küldöttek.

## Választási eredményei
2014. január 14-én az Összefogás nevű ellenzéki pártszövetség tagja lett. A szövetség célja a 2014-es magyarországi országgyűlési választásokon a második Orbán-kormány leváltása volt, amely azonban nem sikerült, de Fodor Gábor mandátumot szerzett. A pártelnök ezután bejelentette, hogy az Összefogás felbomlása és a nehéz anyagi helyzetük miatt nem indulnak a 2014-es európai parlamenti választáson.A 2014-es önkormányzati választásokon főpolgármester-jelöltjük Bodnár Zoltán volt. A választáson legvégül 2,1%-ot ért el, ami 12 451 szavazatot jelent.
A 2018-as országgyűlési választást megelőzően a Magyar Liberális Párt elnöke, Fodor Gábor bejelentette, hogy közösen fognak indulni az MSZP-vel és a Párbeszéddel. A választáson a párt 11,91%-ot ért el az MSZP-Párbeszéd listájával, ezzel a harmadik legtámogatottabb pártok tagja lett. Később Bősz Anett, aki a Párbeszéd frakciójának tagja lett kilépett a frakcióból egy megállapodás miatt, ami sajtóértesülések szerint az MSZP évi 60 millió forintos támogatásáról szól a Liberálisok számára. A kilépés az eredetileg ötfős frakció megszűnését vonta volna maga után, de a független Mellár Tamás jelezte, hogy beül Bősz megüresedett helyére a frakcióban, megmentve azt a megszűnéstől. A megállapodásban foglaltak felvethetik a tiltott pártfinanszírozás lehetőségét, de mivel jogilag ez inkább csak szándéknyilatkozat volt, igazából senkit nem kötelez semmire.
2019. április 5-én a párt tagsága bejelentette, hogy nem indulnak a 2019-es európai parlamenti választáson.
A 2019-es önkormányzati választások előtt, 2019. augusztus 27-én Fodor bejelentette lemondását a párt elnöki tisztéből arra való indoklással, miszerint „a Fidesz által kialakított autoriter rendszer elleni fellépésre csak új típusú ellenzéki együttműködés kialakításával van lehetőség, az ő személye pedig nem alkalmas ennek a szövetségi politikának a kialakítására”.
Fodor lemondása után a november végén tartott tisztújítás során Bősz Anett lett a Liberálisok elnöke. A párt tagsága ekkor 100 főt számlált, a küldöttgyűlés 13 tagból állt. Egy hétre rá Bősz bejelentette, hogy a párt csatlakozik a DK parlamenti frakciójához. A párt szerint így eredményesebben tudnak harcolni az Orbán-kormány szabadságkorlátozó politikájával szemben.
A párt a DK-val közösen részt vett a 2021-es ellenzéki előválasztáson és a 2022-es országgyűlésin is. Az MLP miniszterelnök-jelöltet ezúttal nem állított, helyette Dobrev Klárát támogatták. A végül Márki-Zay Péterrel induló Egységben Magyarországért tagjaként indult Bősz Anett is, a pártszövetség azonban vesztett, a lista 163. helyén szereplő Bősz pedig egyéniben is kikapott, így elvesztette mandátumát.

### Országgyűlésiválasztások
| Választás | Szavazatok száma | Szavazatok aránya | Mandátumok száma | Mandátumok aránya | Parlamenti szerepe |
| --------- | ---------------- | ----------------- | ---------------- | ----------------- | ------------------ |
| 2014*     | 1 290 806*       | 25,57%*           | 1 / 199          | 0,5%              | ellenzék           |
| 2018**    | 682 701**        | 11,91%**          | 1 / 199          | 0,5%              | ellenzék           |
| 2022***   | 1 947 117***     | 34,46%***         | 0 / 199          | –                 | nem jutott be      |

*Az Összefogás tagjaként.

**Az MSZP-Párbeszéd listáján indulva.

***Az Egységben Magyarországért tagjaként.

### Önkormányzativálasztások

#### Budapest
| Választás | Jelölt        | Párt | Szavazat | Arány |
| --------- | ------------- | ---- | -------- | ----- |
| 2014-es   | Bodnár Zoltán | MLP  | 12 461   | 2,10% |